# Melchor Ocampo, Melchor Ocampo (Zacatecas)
Melchor Ocampo är en ort i Mexiko.   Den ligger i kommunen Melchor Ocampo och delstaten Zacatecas, i den centrala delen av landet, 700 km norr om huvudstaden Mexico City. Melchor Ocampo ligger 2 033 meter över havet och antalet invånare är 569.
Terrängen runt Melchor Ocampo är kuperad. Runt Melchor Ocampo är det ganska tätbefolkat, med 70 invånare per kvadratkilometer. Melchor Ocampo är det största samhället i trakten. Omgivningarna runt Melchor Ocampo är i huvudsak ett öppet busklandskap.